# Kodavere

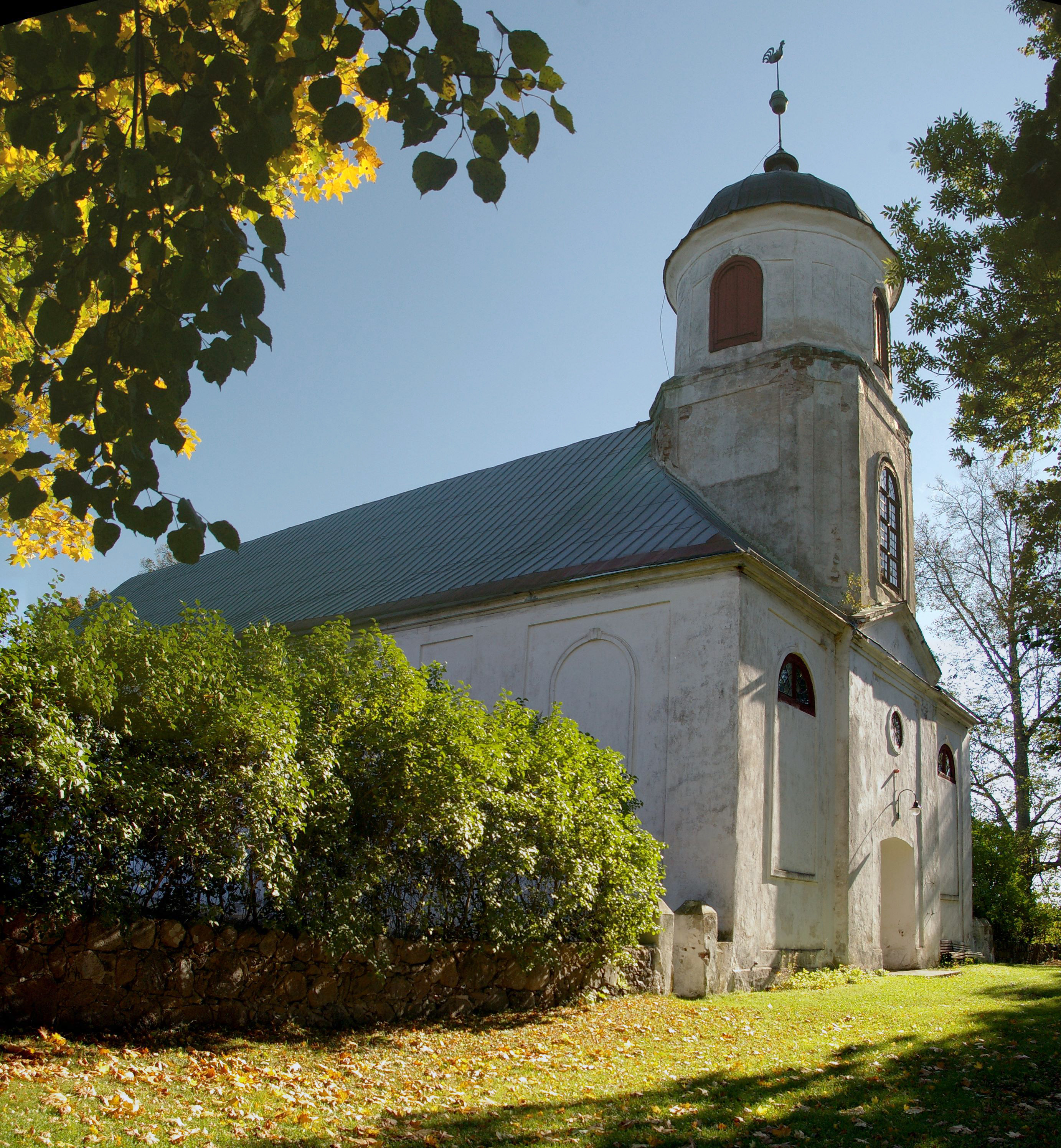
St.-Michaelis-Kirche von Kodavere

Kodavere (deutsch Koddafer) ist ein Dorf (estnisch küla) im estnischen Kreis Jõgeva. Kodavere gehört verwaltungsmäßig zur Landgemeinde Pala. Das Dorf hat heute 53 Einwohner.
Kodavere liegt im Osten des Landkreises am Peipussee. Bis zum Ende des 19. Jahrhunderts war das Kirchspiel Kodavere, das zum Kreis Tartu gehörte, als Verwaltungseinheit zwischen dem Fluss Omedu im Norden und dem Emajõgi (Embach) im Süden von Bedeutung.
Die einschiffige, frühklassizistische St.-Michaelis-Kirche von Kodavere (Püha Mihkli kirik) wurde 1777 geweiht. Sie entstand an Stelle einer mittelalterlichen Holzkirche aus dem 15. Jahrhundert. Der 1773 eingeweihte Friedhof befindet direkt am Ufer des Peipussees.

## Persönlichkeiten
Kodavere spielt eine große Rolle im schriftstellerischen Werk von Juhan Liiv (1864–1913), der dort wie sein älterer Bruder Jakob die Kirchspielschule besuchte. In Kodavere wurde 1864 die estnische Lyrikerin Anna Haava geboren. Der Schriftsteller August Kitzberg war dort 1875/76 als Gerichtsschreiber tätig.